# Jeovânio
Jeovânio Rocha do Nascimento (Goiânia, 11 de novembro, 1977) é um ex-futebolista brasileiro que atuava como volante.

## Carreira
Natural de Goiânia, Jeovânio foi formado nas categorias de base do Atlético Goianiense. Após ser contratado pelo Figueirense em 2001, quando participou da campanha do acesso à Série A do Campeonato Brasileiro, Jeovânio acabou sendo um dos destaques daquela equipe, tornando-se símbolo da campanha do acesso.
Devido ao seu bom desempenho o atleta recebeu uma proposta para defender a equipe do Palmeiras  em 2002, onde ficou por empréstimo durante seis meses até retornar à Florianópolis.
Permaneceu no Figueirense em 2003 e 2004, onde disputou mais dois campeonatos estaduais e dois campeonatos brasileiros da Série A, até ser contratado pelo Grêmio, quando esteve presente na campanha de retorno do tricolor gaúcho à série A, embora não tenha participado da célebre Batalha dos Aflitos. Em seguida se transferiu para o Valenciennes, da França.
Em 2009 volta a defender o Figueirense e em 2011 assinou com o Santa Cruz, clube pelo qual conquistou o Campeonato Pernambucano de 2011 e o acesso à Série C de 2012.
Defendeu o Goianésia em 2013.

## Títulos
Figueirense
- Campeonato Catarinense: 2003, 2004

Grêmio
- Campeonato Brasileiro de Futebol - Série B: 2005
- Campeonato Gaúcho: 2006

Santa Cruz
- Campeonato Pernambucano: 2011